# Нгалава

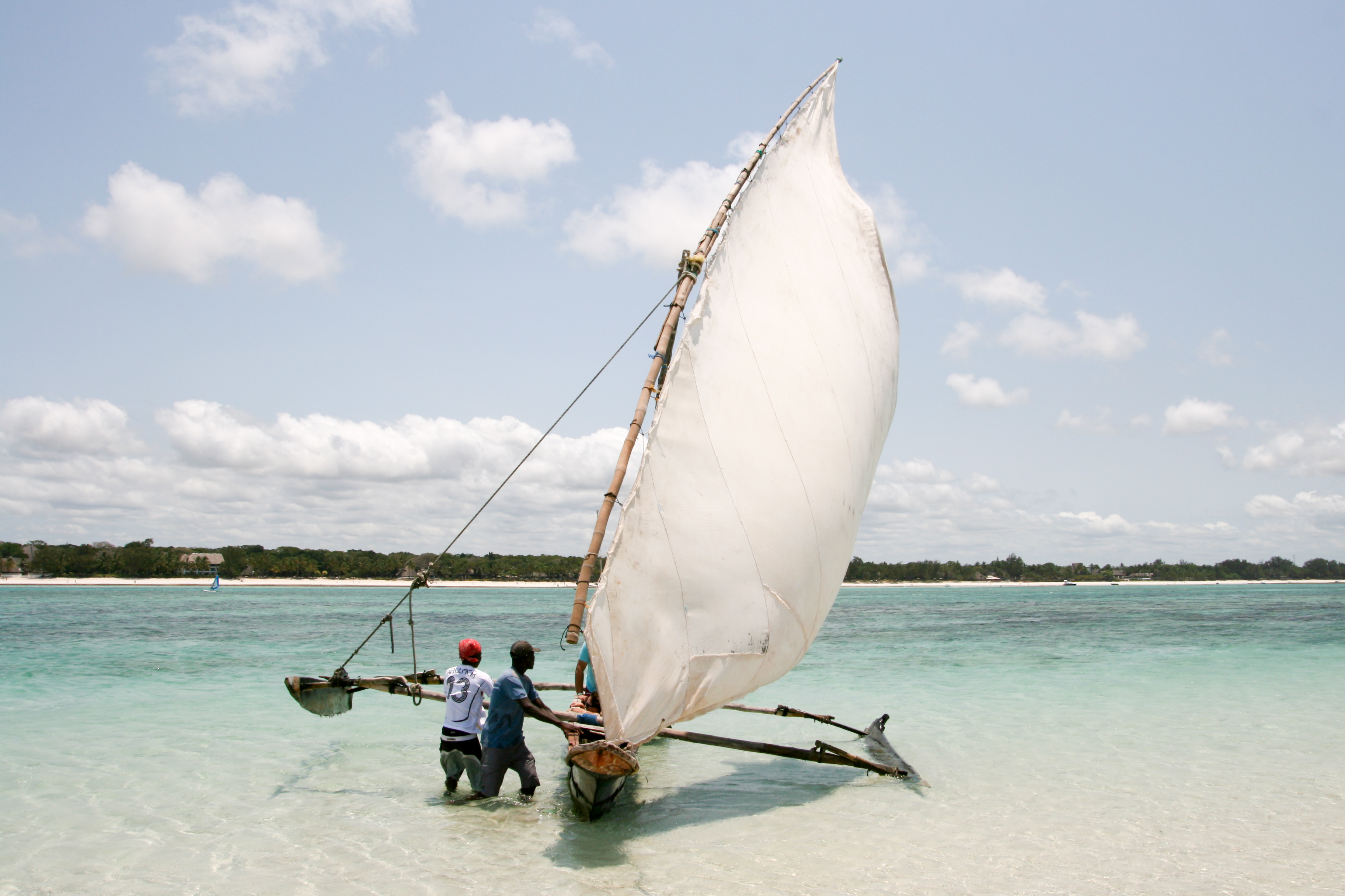
Нгалава. Спуск на воду. Кенія

Нгалава (суах. ngalawa) або унгалава (суах. ungalawa) — традиційне вітрильне каное з подвійним аутригером (тримаран) народності суахілі, що широко використовується місцевим населенням на архіпелазі Занзібар та на узбережжі материкової Танзанії та Кенії як прибережний рибальський човен, а також для перевезення вантажів або людей на короткі відстані.

## Опис

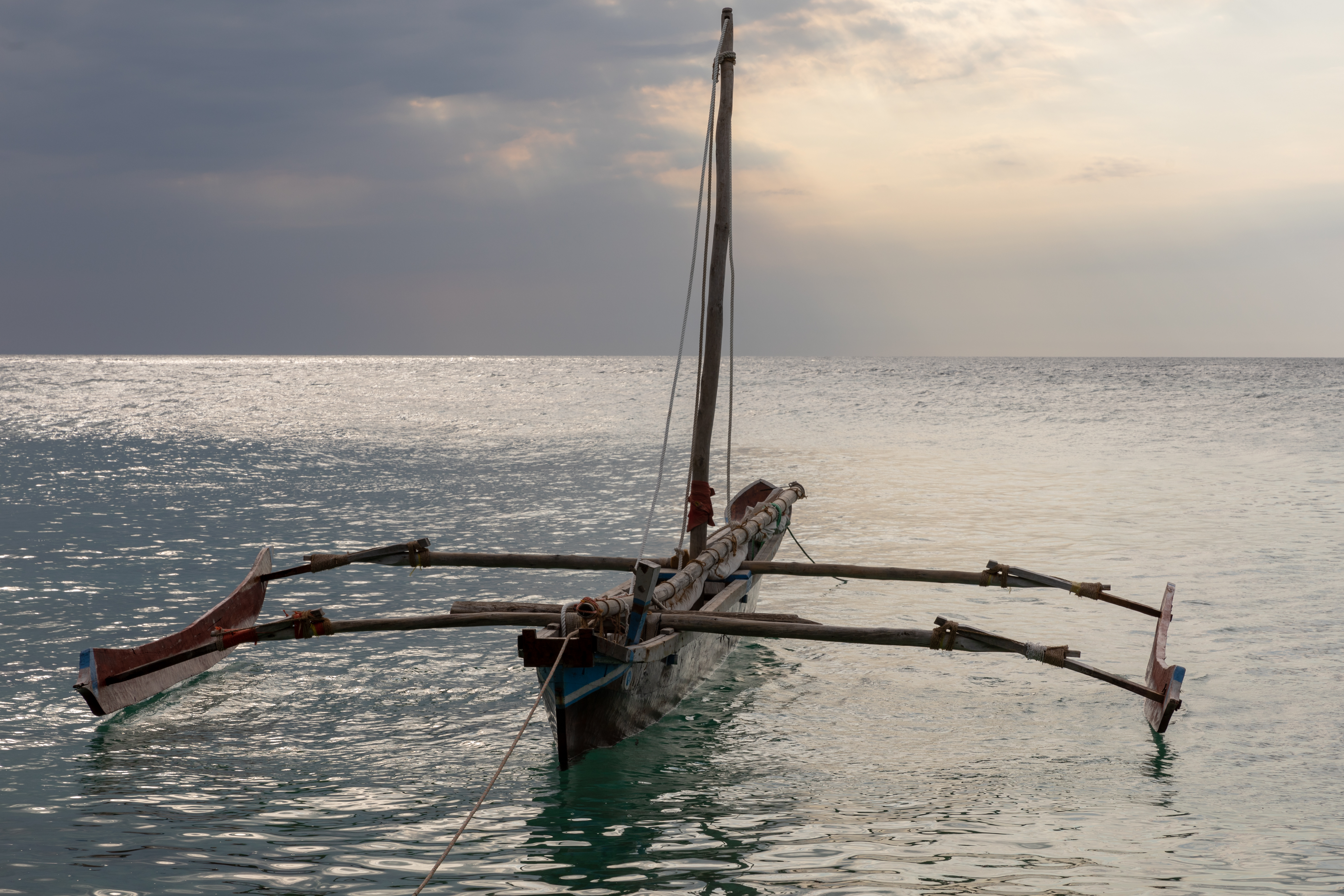
Нгалава на воді. о.Чамбе, Танзанія

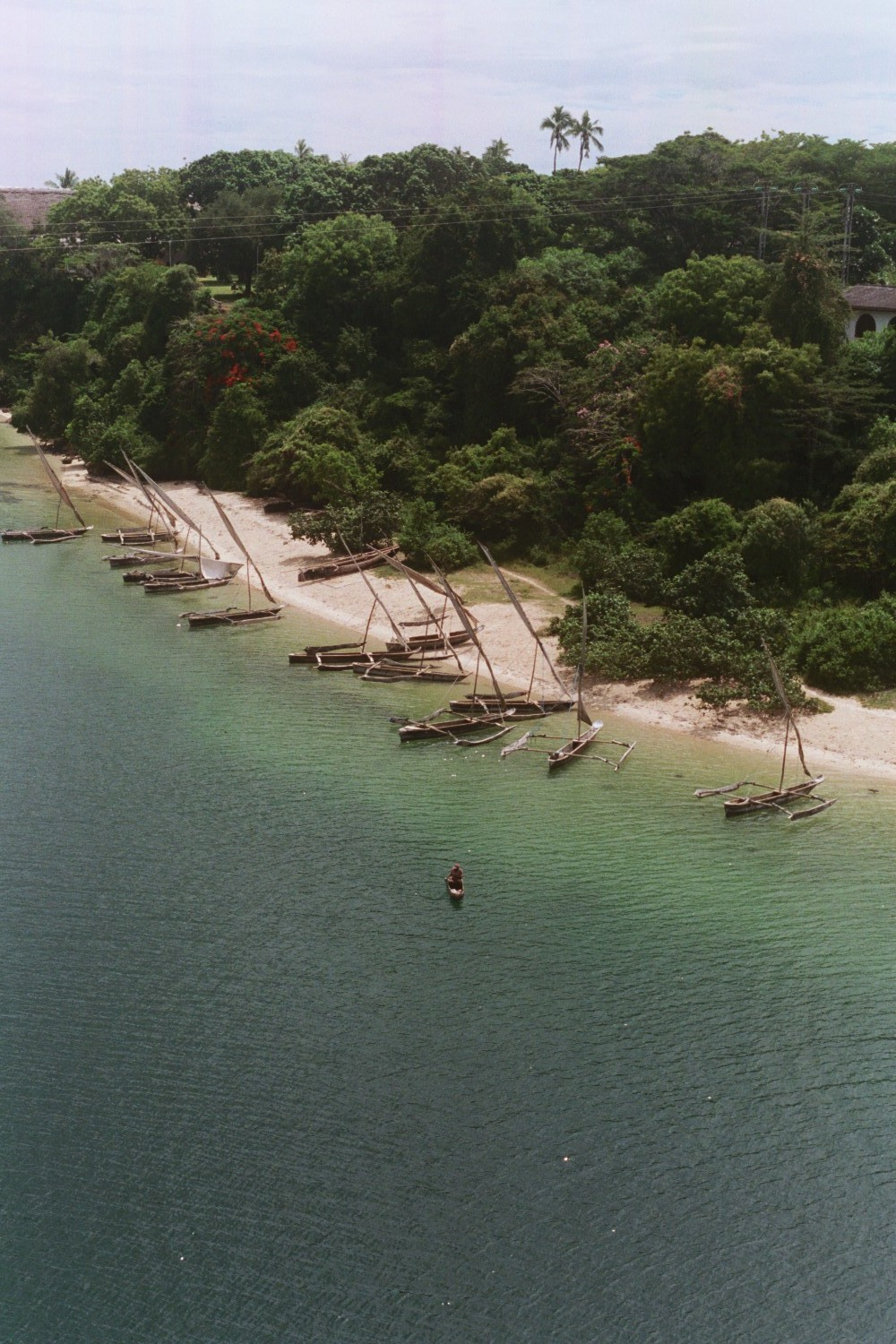
Нгалави на пляжі. Кіліфі-Крік, Кенія

Нгалаву можна розглядати як удосконалену форму іншого поширеного типу суахілійського човна — звичайного каное-довбанки, відомого як мтумбві (mtumbwi), до якого додано вітрило і балансир. Загалом конструкція нгалави відрізняється як своєю ефективністю, так і простотою — для виготовлення судна потрібен цільний стовбур дерева для корпусу, декілька брусів для щогли, аутригерів і стерна та трикутний шматок тканини для вітрила.

Корпус нгалави має вигляд каное-довбанки, виготовленої з цільного стовбура довжиною біля 5–6 м., шириною близько 0,5 м і висотою близько 0,7 м, отесану з країв і видовбану зсередини. Для збільшення остійності, з кожного боку до корпусу каное кріпляться виносні аутригери (балансири). Подвійний аутригер складається з двох 3-4 метрових дерев'яних брусів, закріплених перпендикулярно корпусу (передній кріпиться перед щоглою, а задній біля корми), до яких під кутом на двох додаткових брусах кріпляться пласкі дошки-поплавки (схожі по формі на лижі), закріплені у положенні «на ребрі». Загальна ширина обох аутригерів від поплавка до поплавка складає 5-6 метрів.

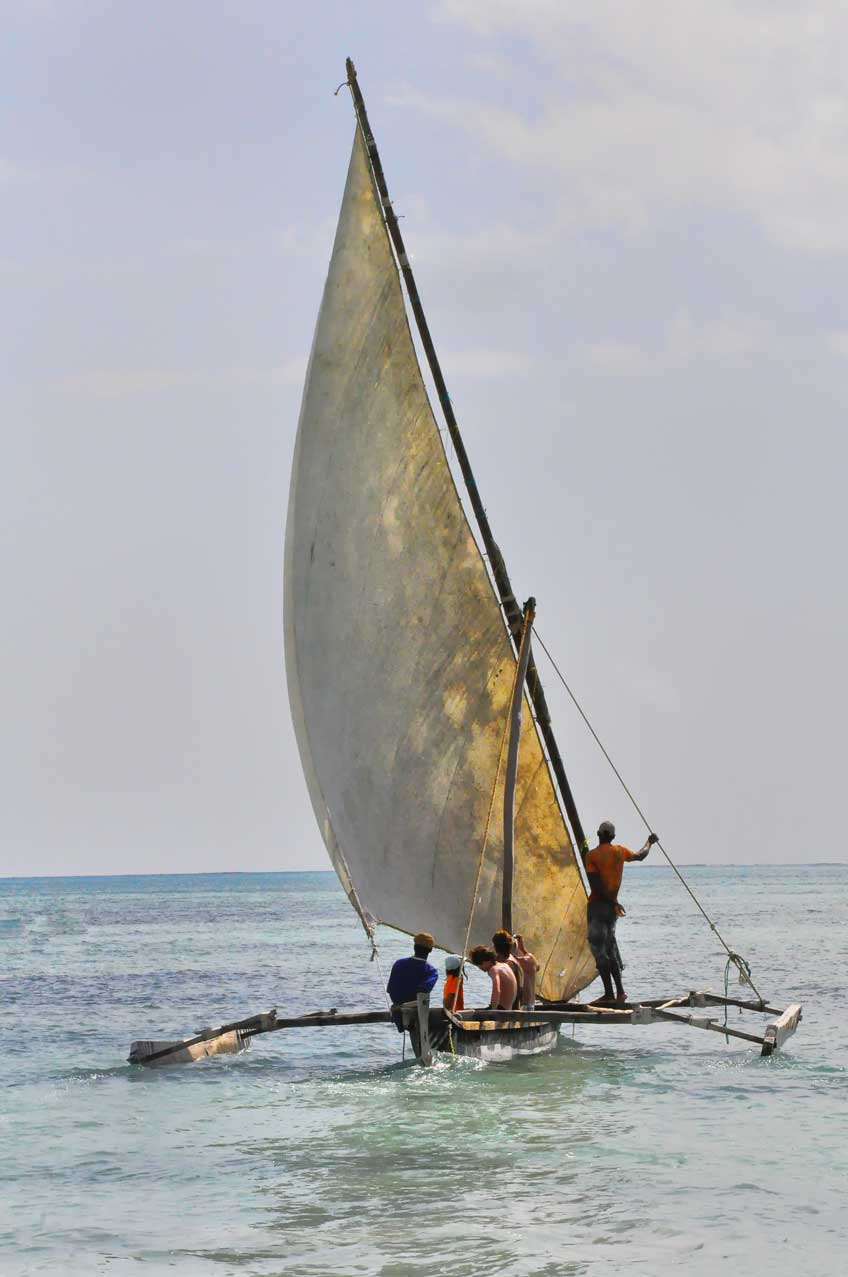
Видно роботу матроса-балансувальника. Нгалава на о. Занзібар, Танзанія.

Єдина щогла розміщується в центральній частині корпусу каное, часто трохи нахилена до носа і несе одне косе, зазвичай чотирикутне арабське вітрило з дуже короткою передньою шкаториною або подібне до нього трикутне латинське вітрило, загальною площею 30-40 м². Для управління човном використовується навісне стерно з румпелем, що є досить рідким випадком для такого типу суден, як каное. Зазвичай команда нгалаву складається з двох людей — один управляє човном, а інший балансує тримаран, пересуваючись між аутригерами.
Через свою легкість і неглибоку осадку, нгалава є дуже швидким судном і може досягати під вітрилом швидкості 5-10 вузлів.

## Походження

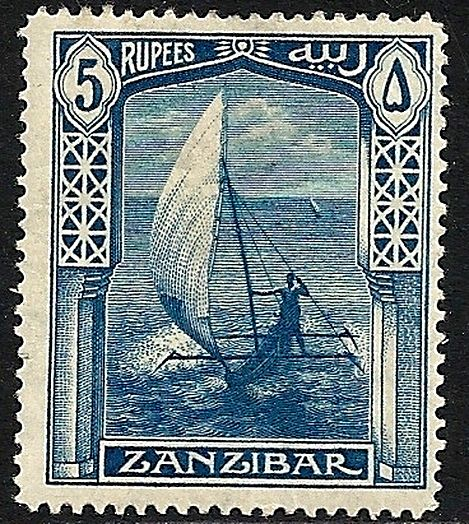
Нгалава на марці Занзібару

Суахілі зі східноафриканського узбережжя є одним з небагатьох не австронезійських народів, що використовують човни з балансирами (аутригерами).
Каное з аутригерами є спадщиною австронезійських народів з Малайського архіпелагу в Південно-Східній Азії і використовувались ними для далеких морських подорожей. Вважається, що використання аутригерів могло бути спричинене необхідністю додання човнам остійності після винаходу австронезійцями вітрил типу "крабова клешня" приблизно у 1500 р. до н.е. З островів Південно-Східної Азії каное з аутригерами поширились разом з хвилями австронезійської міграції по численним островам Тихого і Індійського океану. Лише декілька певних не австронезійських народностей також використовують човни з аутригерами, але ідею і технологію таких човнів вони перейняли в ході контактів з австронезійцями. До таких народностей відносяться сингали на Шрі-Ланці, де човни з балансиром відомі як орува, деякі групи на Андаманських та Нікобарських островах, а також суахілі на східноафриканському узбережжі, які запозичили ідею тримарана у малагасійців - нащадків австронезійських народів, що колонізували сусідній острів Мадагаскар на початку нашої ери.
Назва та технологія нгалави були адаптовані суахілі від назви і технології малагасійського тримарана лакана, типового для західного узбережжя Мадагаскару, який, в свою чергу є адаптацією технології типового австронезійського проа, каное з балансиром, привнесеною на Мадагаскар австронезійськими народами в 200—500 рр н.е. Цікаво, що в XIX-XX століттях мадагаскарська лакана втратила один з балансирів, тоді як нгалава залишилась класичним тримараном.
Якщо форма корпусу нгалави була запозичена суахілі від австронезійців, коса трапецієподібна форма арабських вітрил нгалави походить від арабських дау, які разом з арабськими торгівцями потрапили на узбережжя Суахілі з 10-11 століття. Через схожість форми трикутних вітрил нгалави з вітрилами іншого традиційного суахілійського човна типу машуа, що належить до дау, нгалаву часто також називають дау. Це є помилкою, оскільки нгалава належить до каное з двома балансирами (тримаран), а справжні дау відносяться до однокорпусних кільових суден з набірним корпусом.

## Галерея

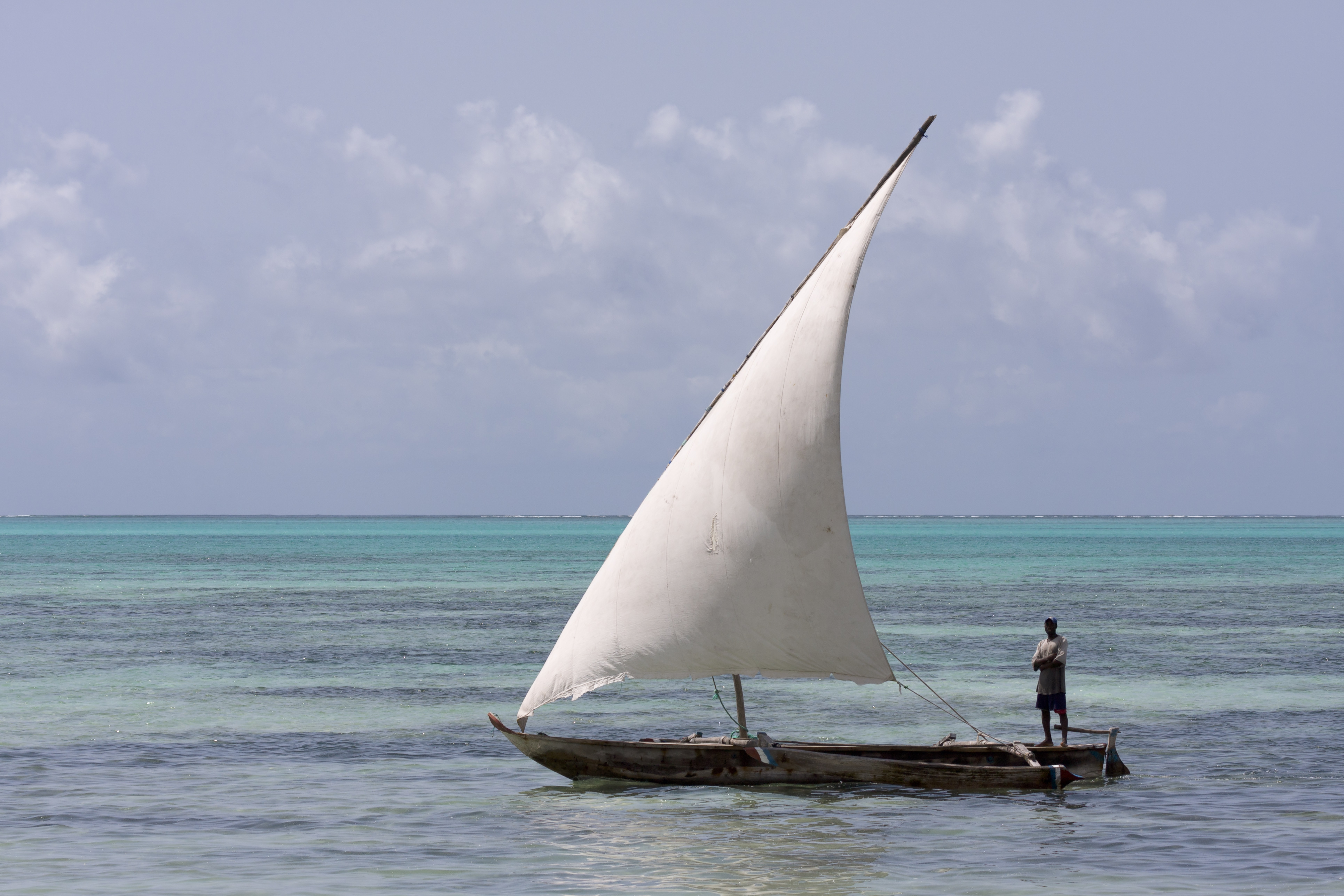
Нгалава. о.Занзібар
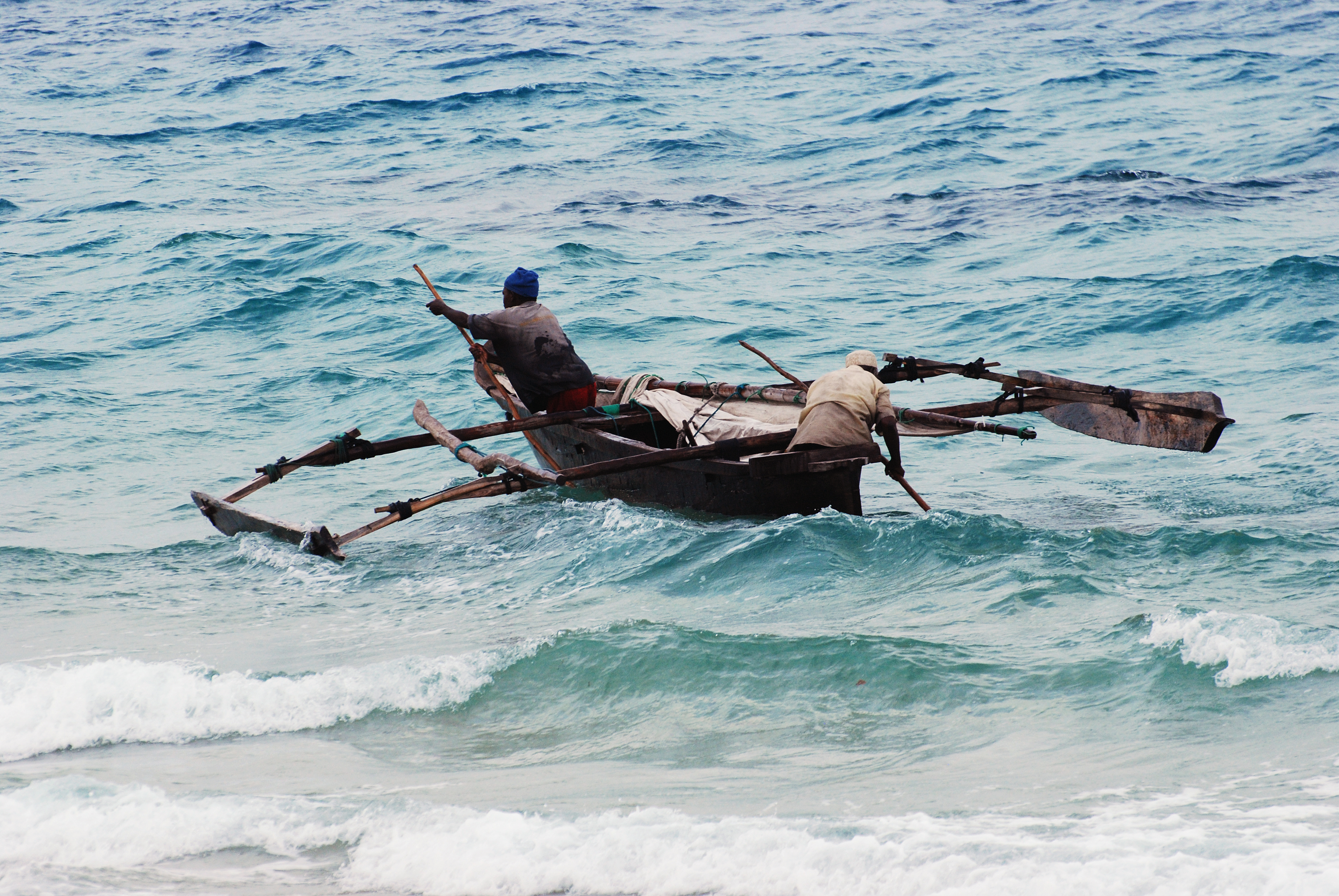
Нгалава на о.Занзібар. Щогла і вітрило складені в човні.
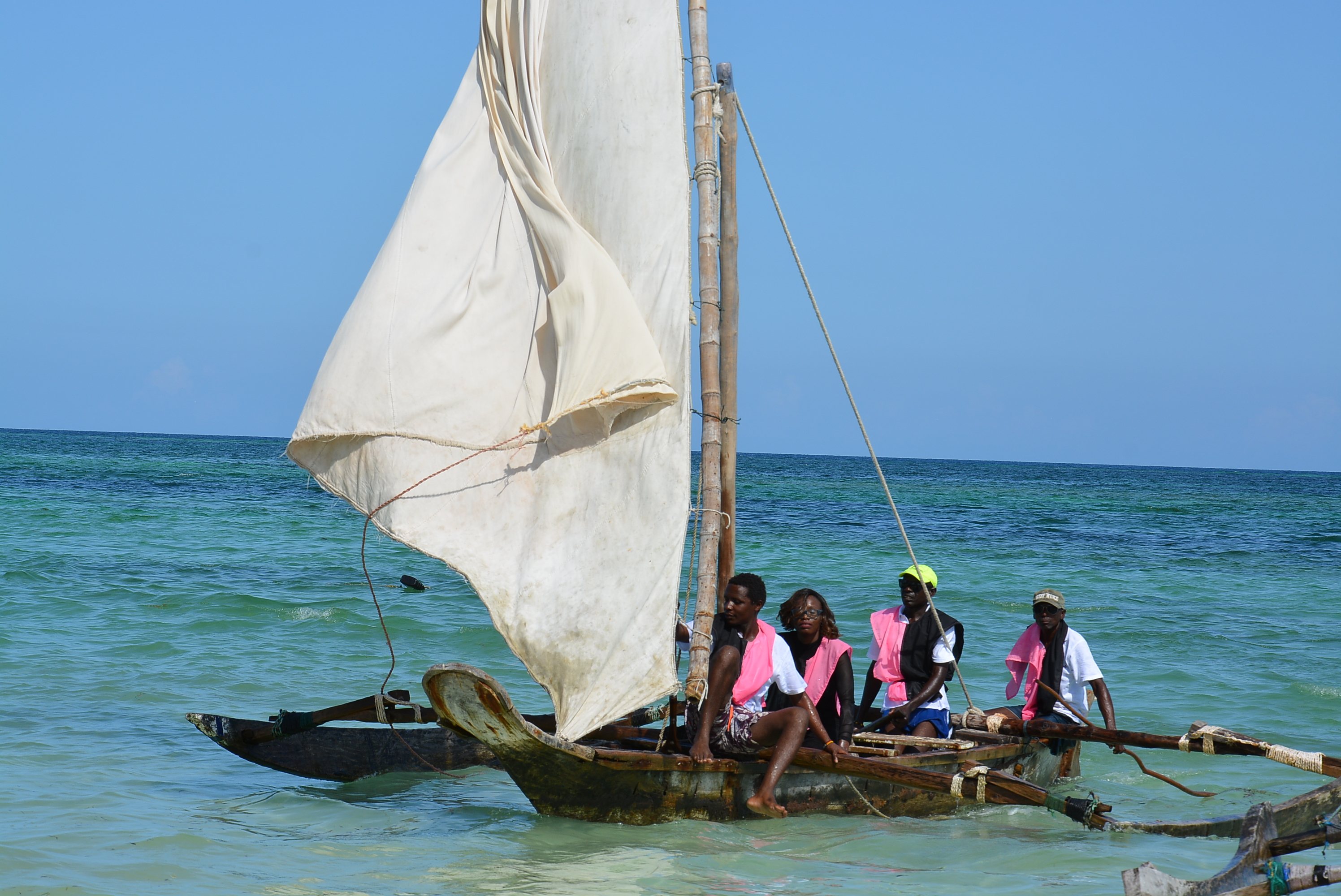
Висадка з нгалави пасажирів
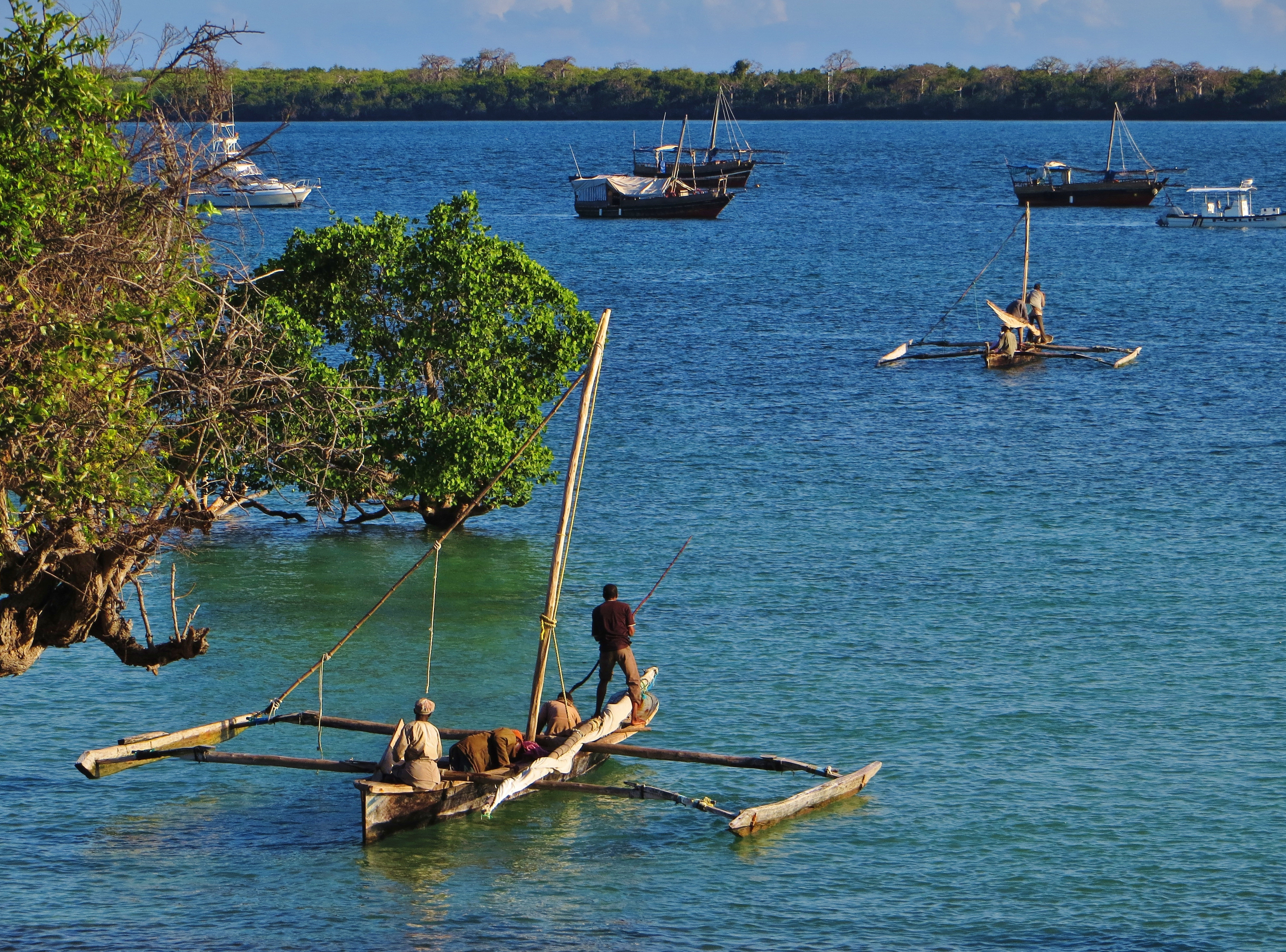
Нгалави біля Шімоні. Кенія
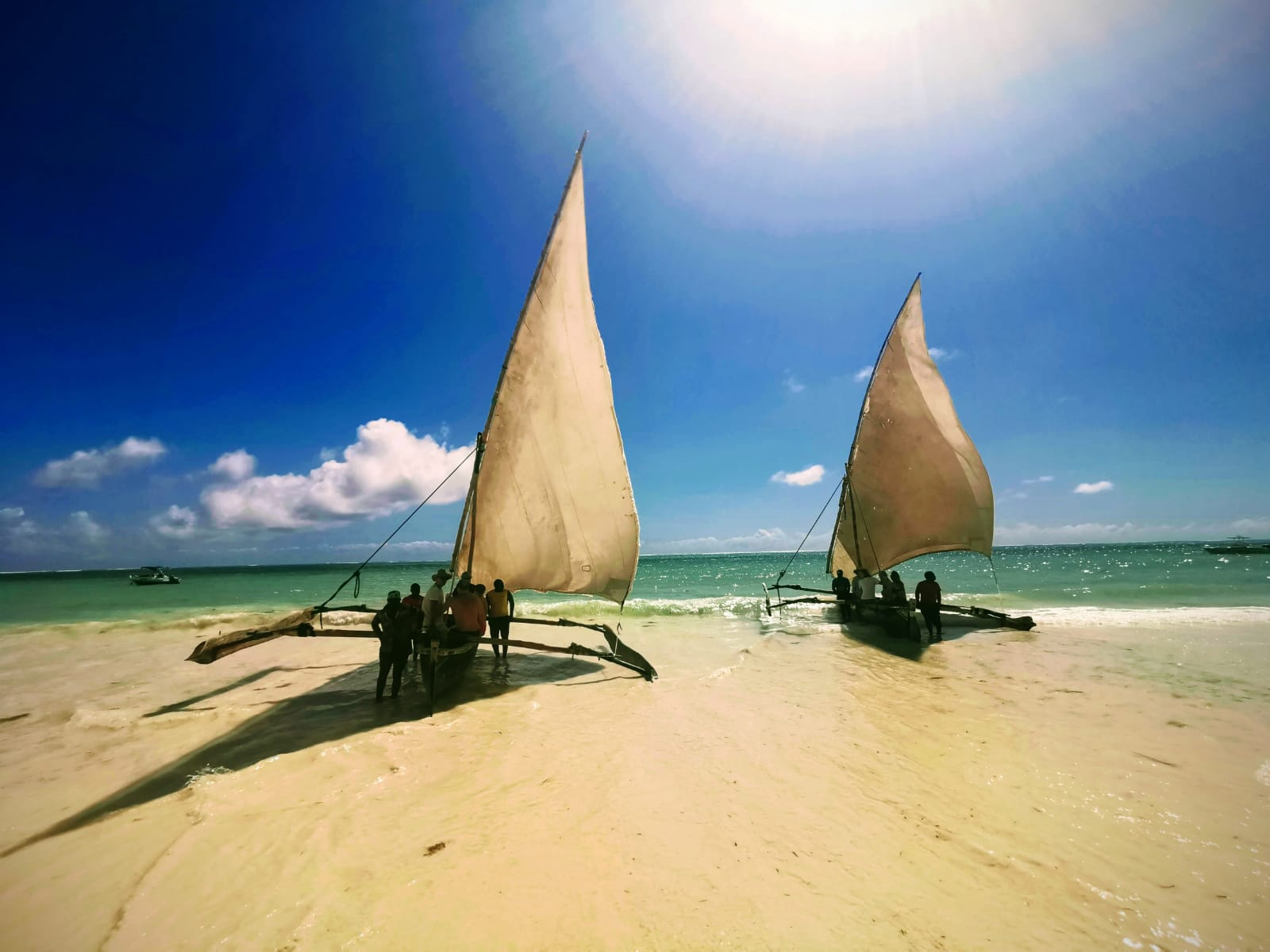
Спуск двох нгалав на воду. Танзанія
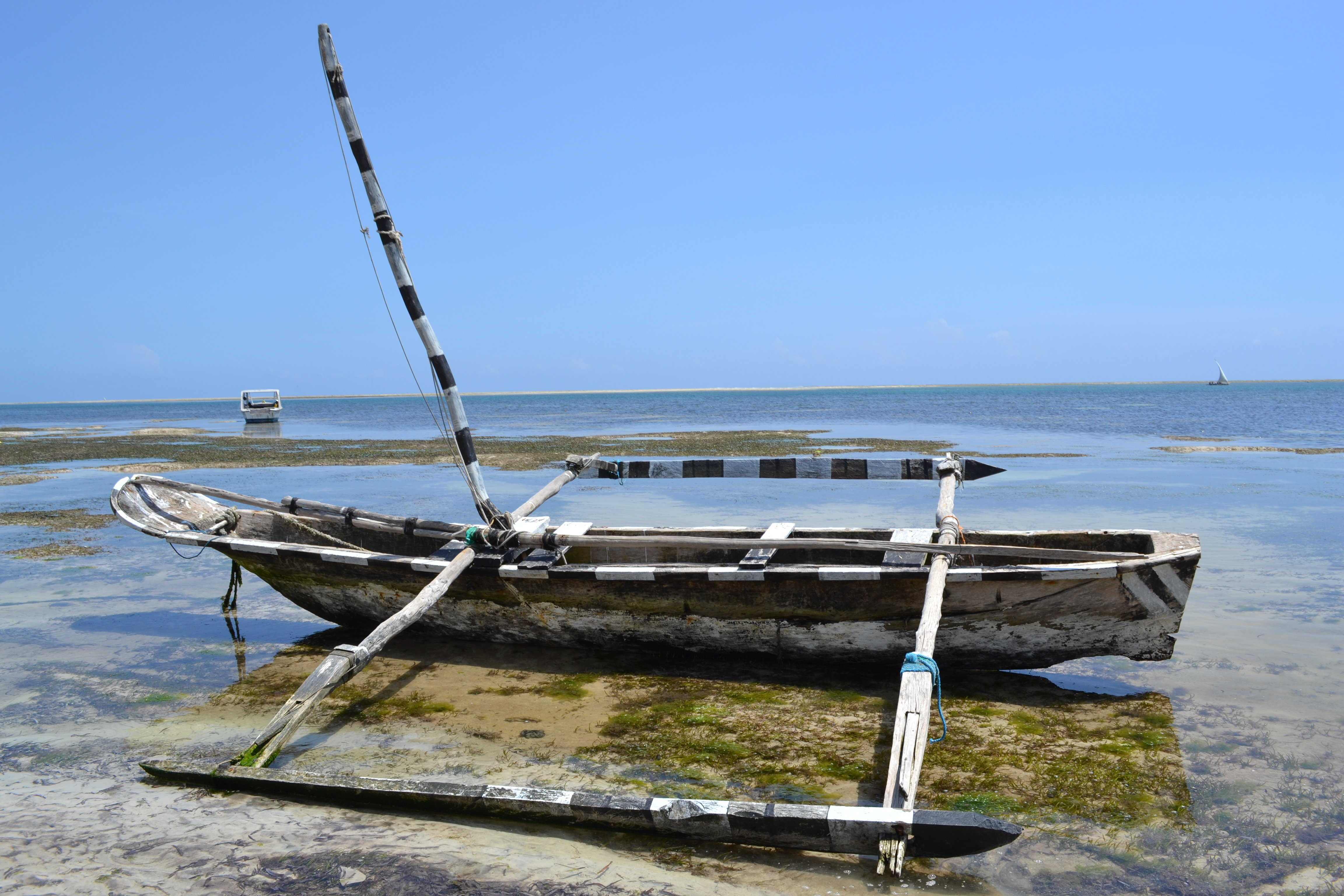
Нгалава на пляжі біля Момбаси. Кенія
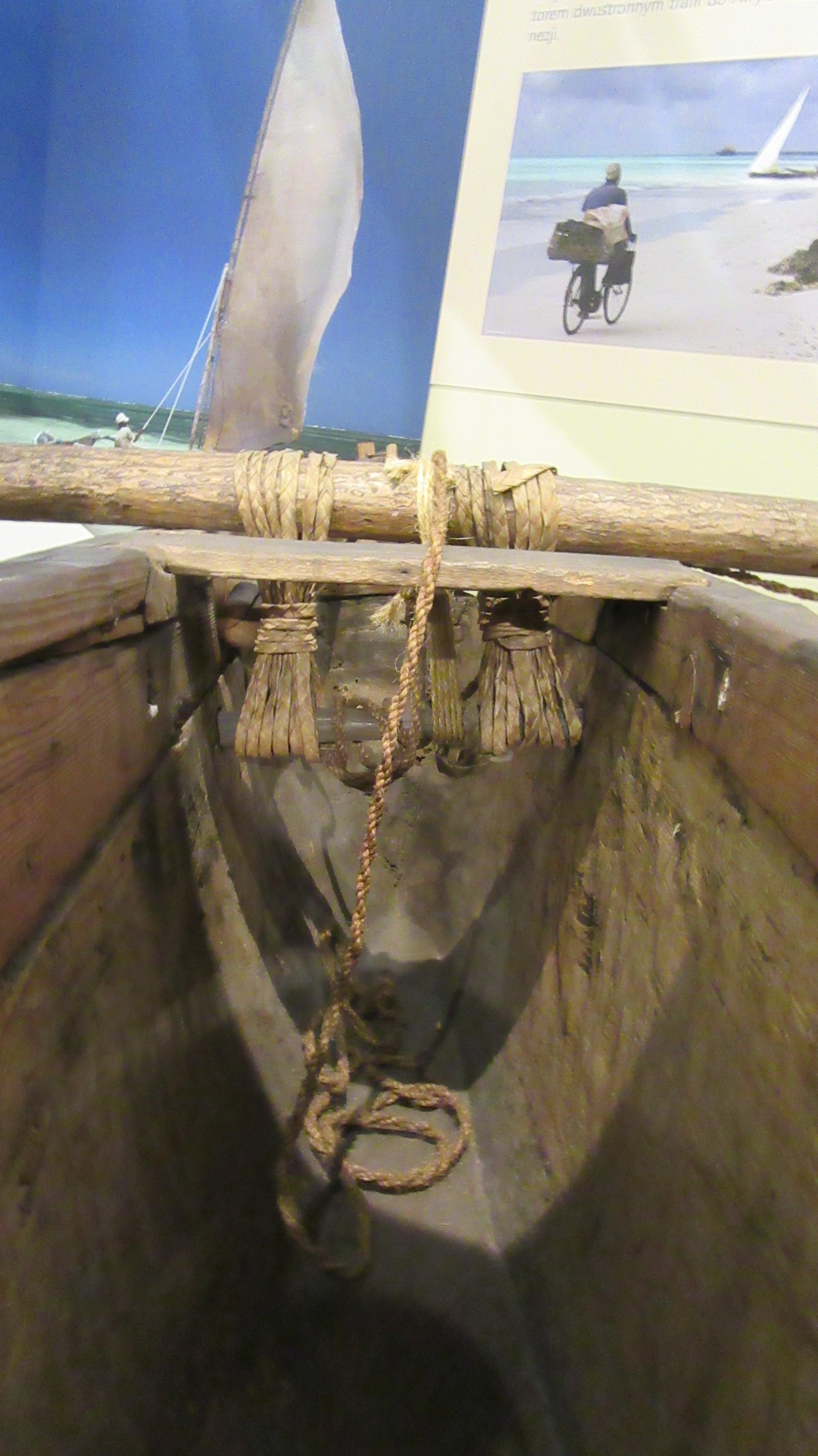
Вид зсередини. Морський музей. Гданськ
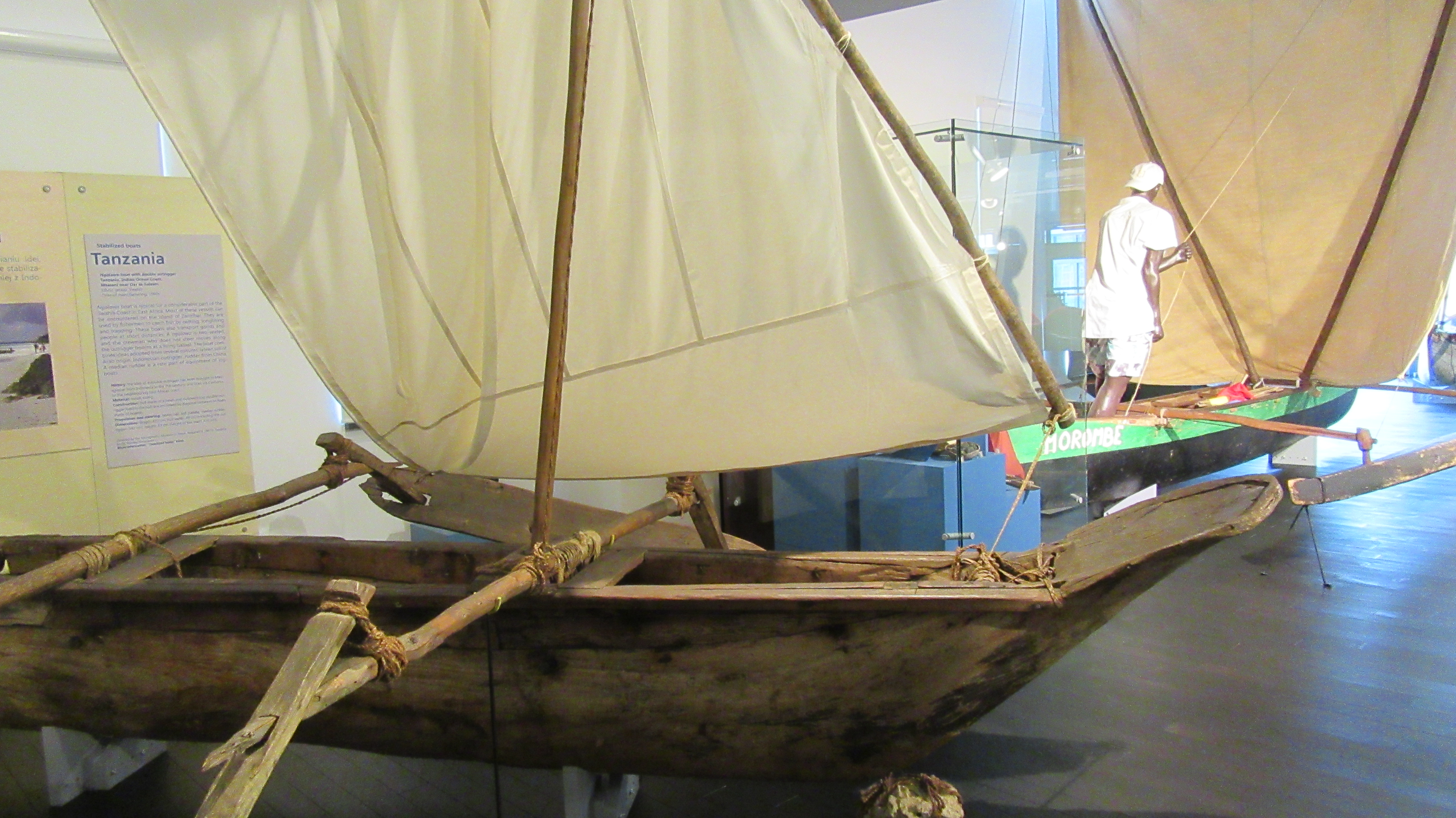
Нгалава. Морський музей. Гданськ
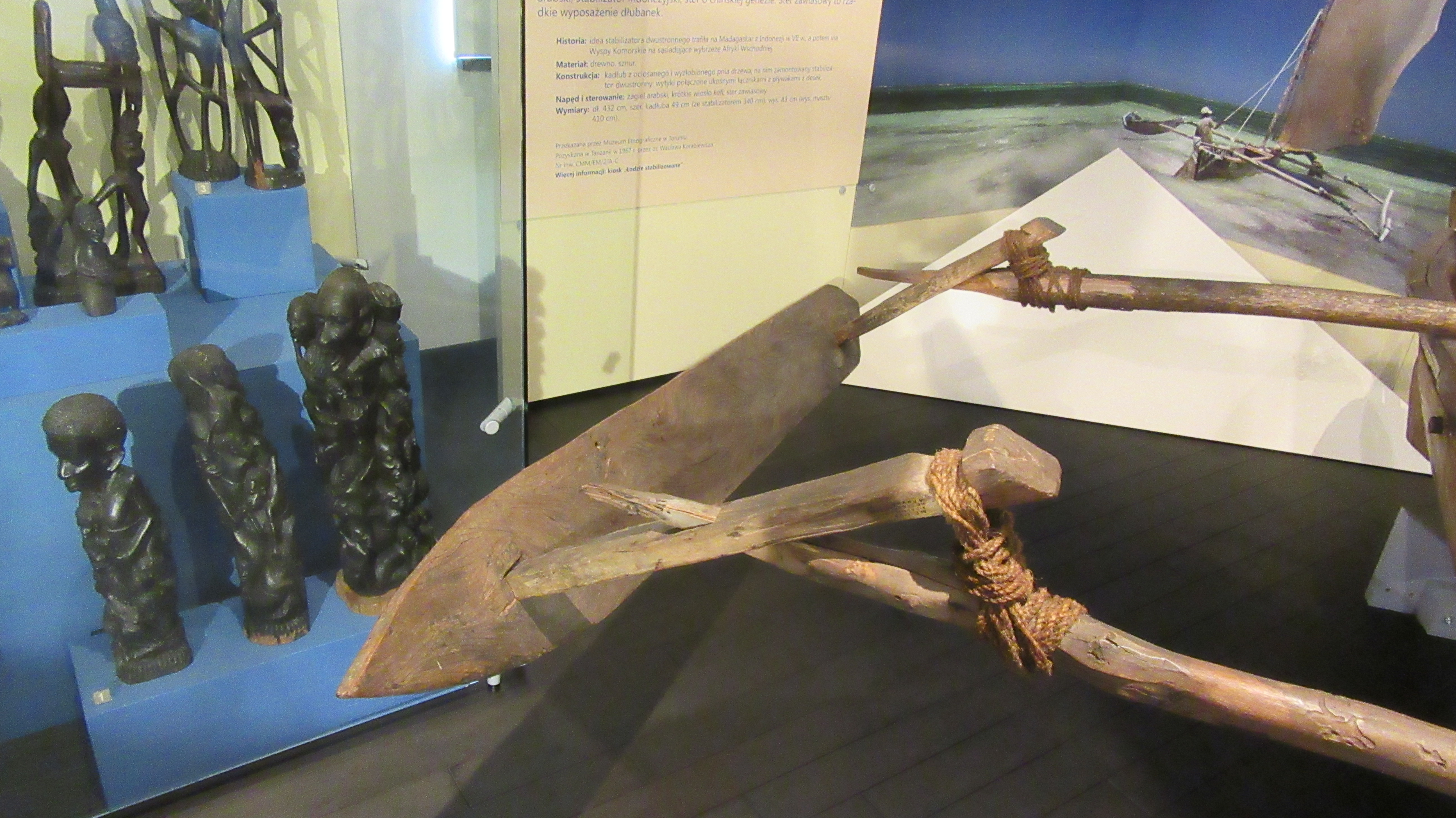
Будова аутригера нгалави. Морський музей. Гданськ
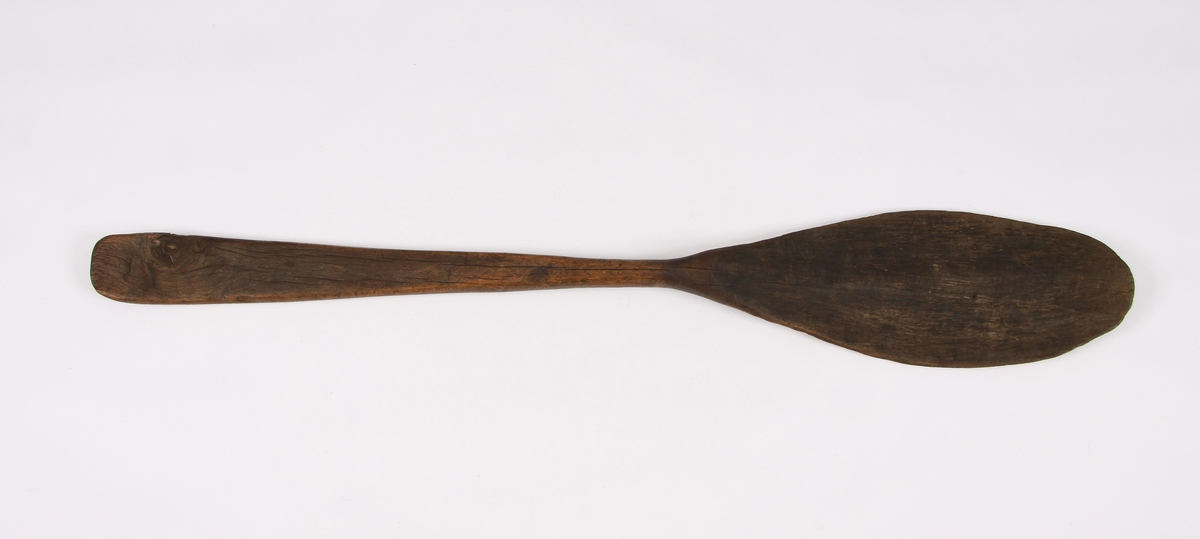
Весло нгалави. Морський музей. Гданськ
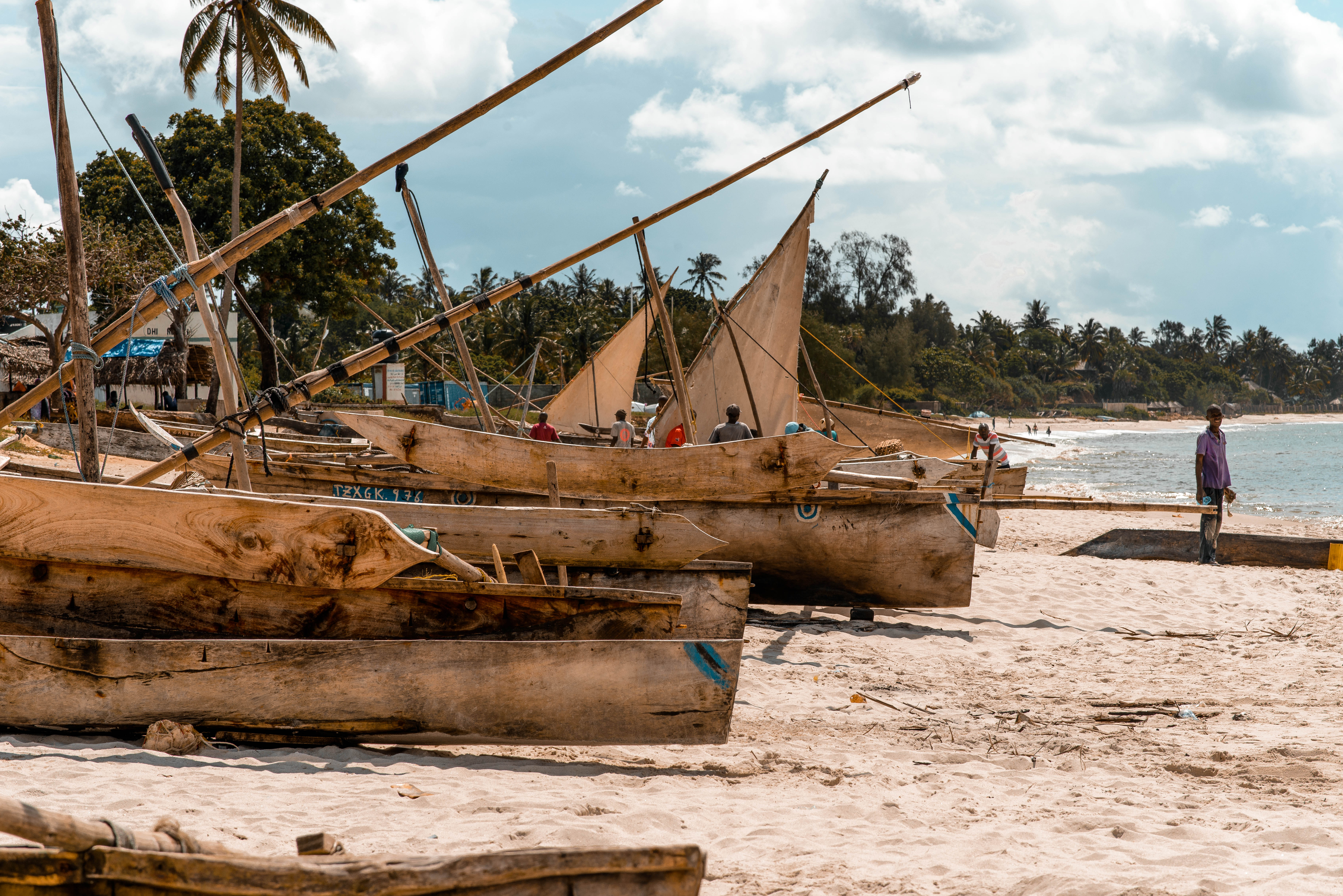
Нгалава на пляжі в Танзанії
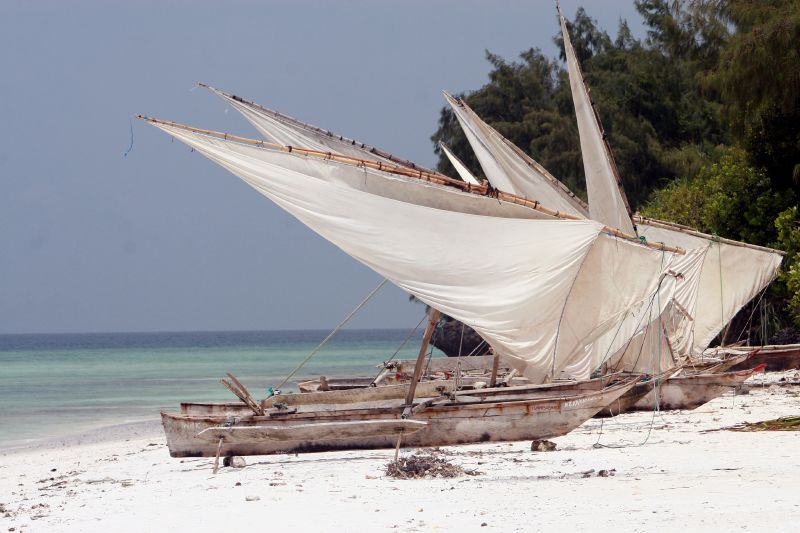
Нгалава на о.Пемба, Танзанія
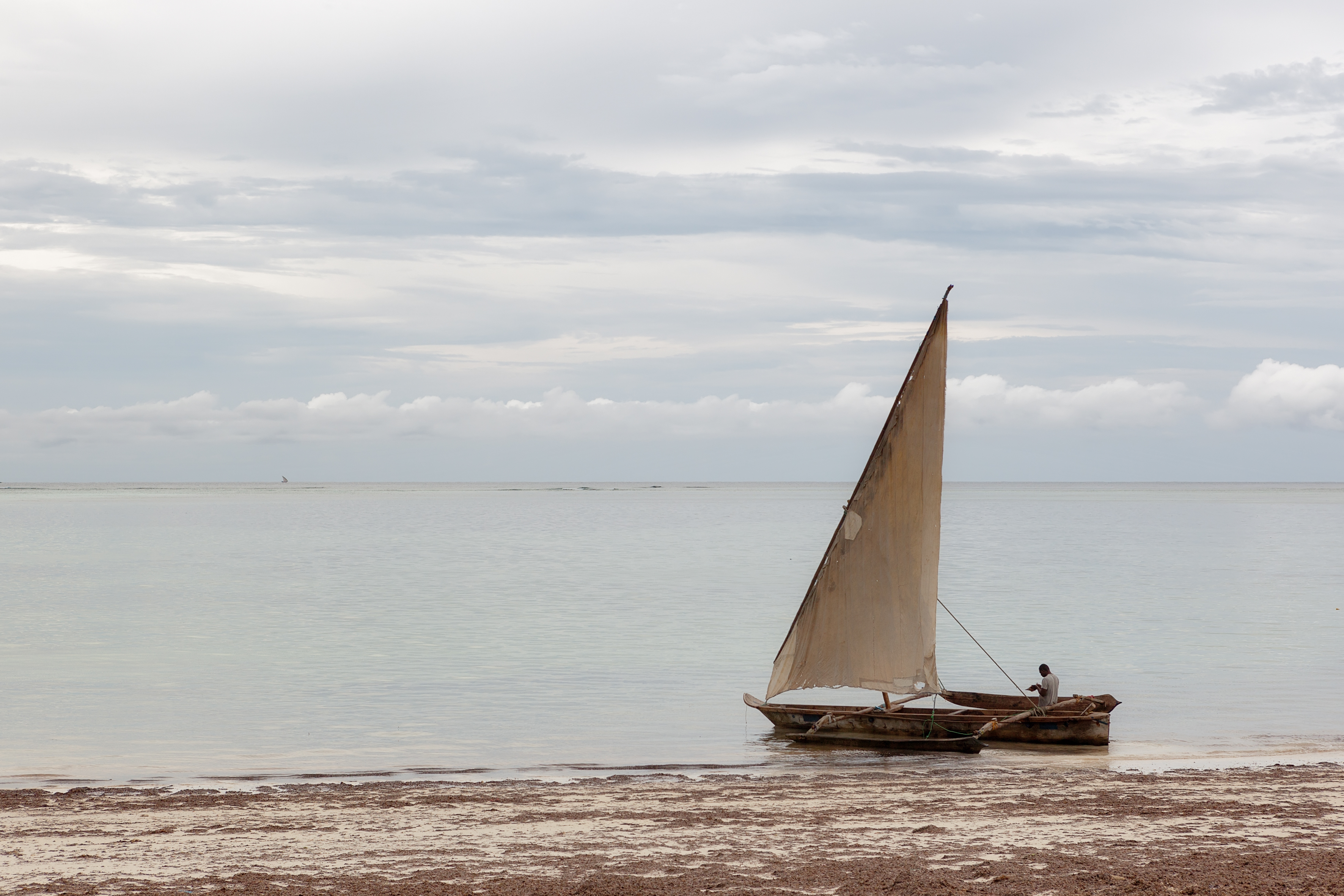
Нгалава на о.Занзібар, Танзанія
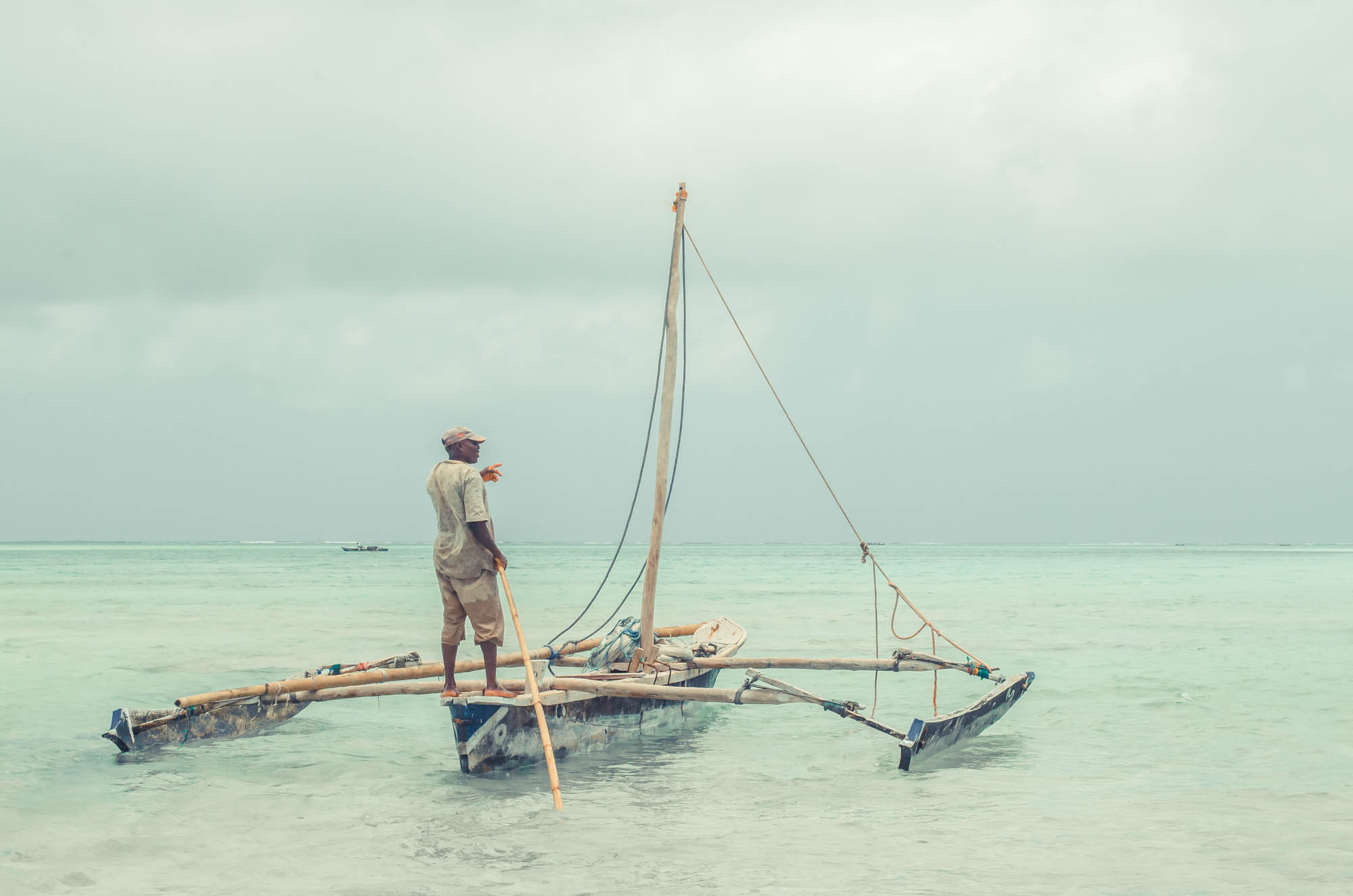
Нгалава з одним стерновим. Занзібар
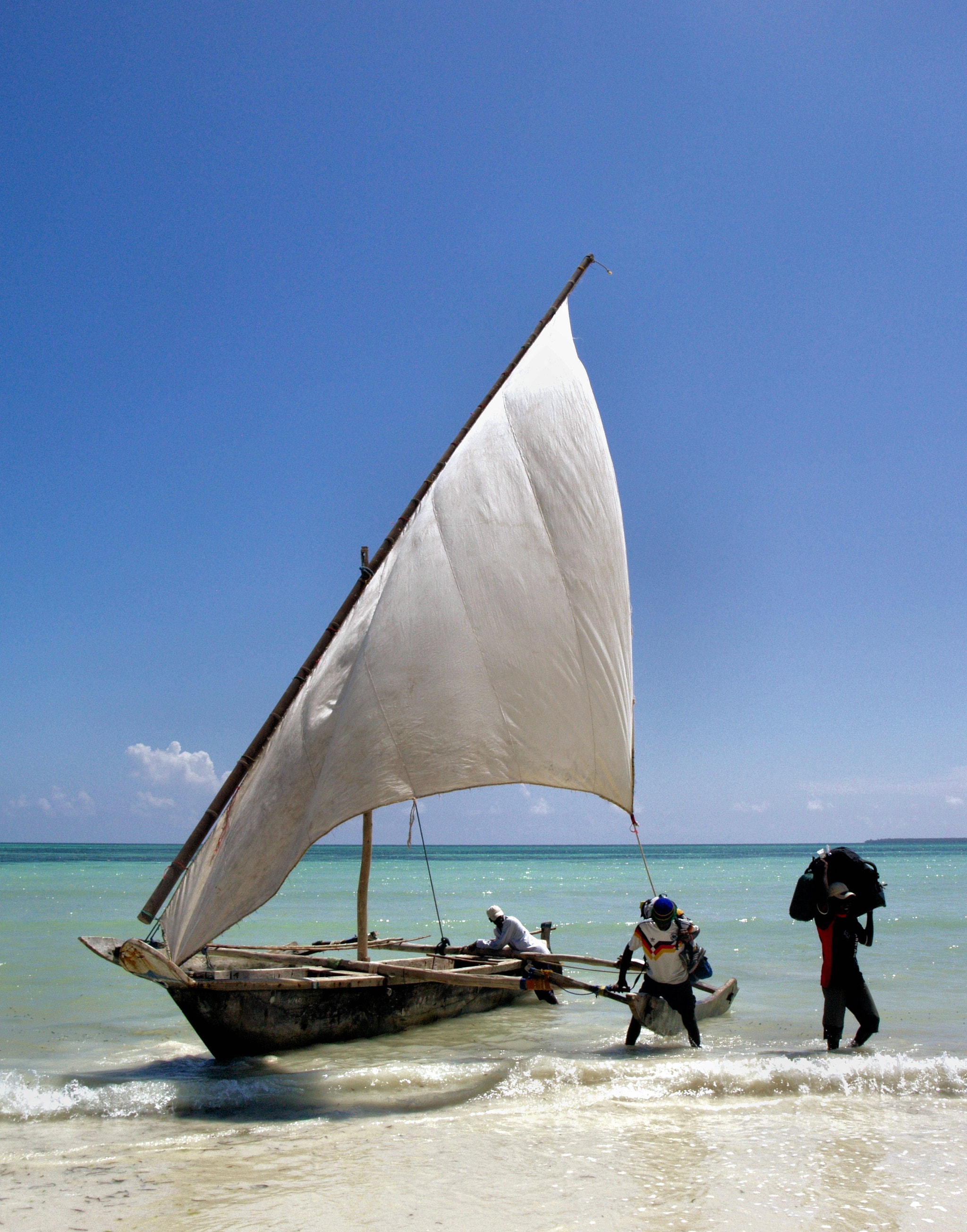
Процес розвантаження нгалави на о.Занзібар